# Mary Philbrook
Mary Philbrook (1872-1958) est la première femme avocate du New Jersey et la première femme à plaider au barreau du New Jersey. La Cour suprême du New Jersey a initialement rejeté sa requête en 1894 au motif qu'aucune autre femme de l'État n'avait jamais demandé à être admise au barreau. Elle a donc fait pression auprès sur le parlement du New Jersey pour exercer le droit. Finalement admise au barreau en 1895, elle utilise sa formation juridique pour faire progresser droits des femmes, le mouvement de règlement social à Jersey City et une formulation non sexiste de la Constitution du New Jersey de 1947. En conséquence, elle est célèbre comme une personnalité du New Jersey qui a lutté pour l'égalité des droits.

## Biographie
Née à Washington, DC, le 6 août 1872, elle est l'aînée de trois frères et sœurs. Son père exerce avec succès le droit à New York et sa mère est une descendante du tailleur Isaac Stearns (en), qui a débarqué à Salem en 1630. Marie Philbrook travaille d'abord comme comme sténographe et acquiert une première expérience juridique dans deux cabinets d'avocats à Hoboken.
Mary n’a pas fréquenté l’université, la faculté de droit ou même terminé ses études secondaires mais ceci n’est pas un obstacle à son admission en tant qu’avocate. À l’époque, les candidats peuvent se présenter à l’examen du barreau – et en effet, dans trente autres États, quelque 300 femmes avocates exercent déjà ce métier. Cependant, le tribunal du New Jersey statue à son sujet qu '« [une] femme n'est pas, du fait de sa citoyenneté, investie par la Constitution... d'un droit absolu... d'exercer la profession d'avocat ».
En 1895, les suffragettes du New Jersey, dont Cecilia Gaines, présidente du Jersey City Woman's Club font pression sur le corps législatif de l'état pour qu'il adopte une loi permettant aux femmes de devenir avocates. Mary Philbrook est finalement la première à être admise. Elle débute alors dans le cabinet d'avocats Bacot and Record à Jersey City. En 1902, elle déménage son cabinet d'avocats à Newark où elle organise sa première association d'aide juridique à l'échelle de l'État. En 1906, elle est la première femme du New-Jersey admise à exercer devant la Cour suprême des États-Unis,. Durant la première guerre mondiale, elle part en France comme avocate de la croix-rouge.

## Activisme
Marie Philbrook s'est portée volontaire pour être conseillère juridique de la Legal Aid Society à Jersey City,. Elle aide Mabel Smith Douglass et le College Club de Jersey City à promouvoir la fondation du New Jersey College for Women (maintenant Douglass College )[réf. nécessaire].
En 1911, elle est déboutée par la justice du New Jersey lorsqu'elle demande l'application du droit de vote pour les femmes tel qu'il était prévu dans la constitution de l'état de 1776.
Pendant la campagne pour le suffrage des femmes, elle soutient Alice Paul et de son National Woman's Party à Washington D.C. Après avoir rédigé l'adoption du dix-neuvième amendement, elle collabore avec Alice Paul à l'adoption de l'amendement sur l'égalité des droits entre les hommes et les femmes.
En 1947, Marie Philbrook fait modifier la Constitution du New Jersey pour garantir l'égalité des droits entre les hommes et les femmes :  le mot « personne » est utilisé pour inclure les deux sexes.
Elle décède le 2 septembre 1958 à l'âge de 86 ans à Point Pleasant (New Jersey),.

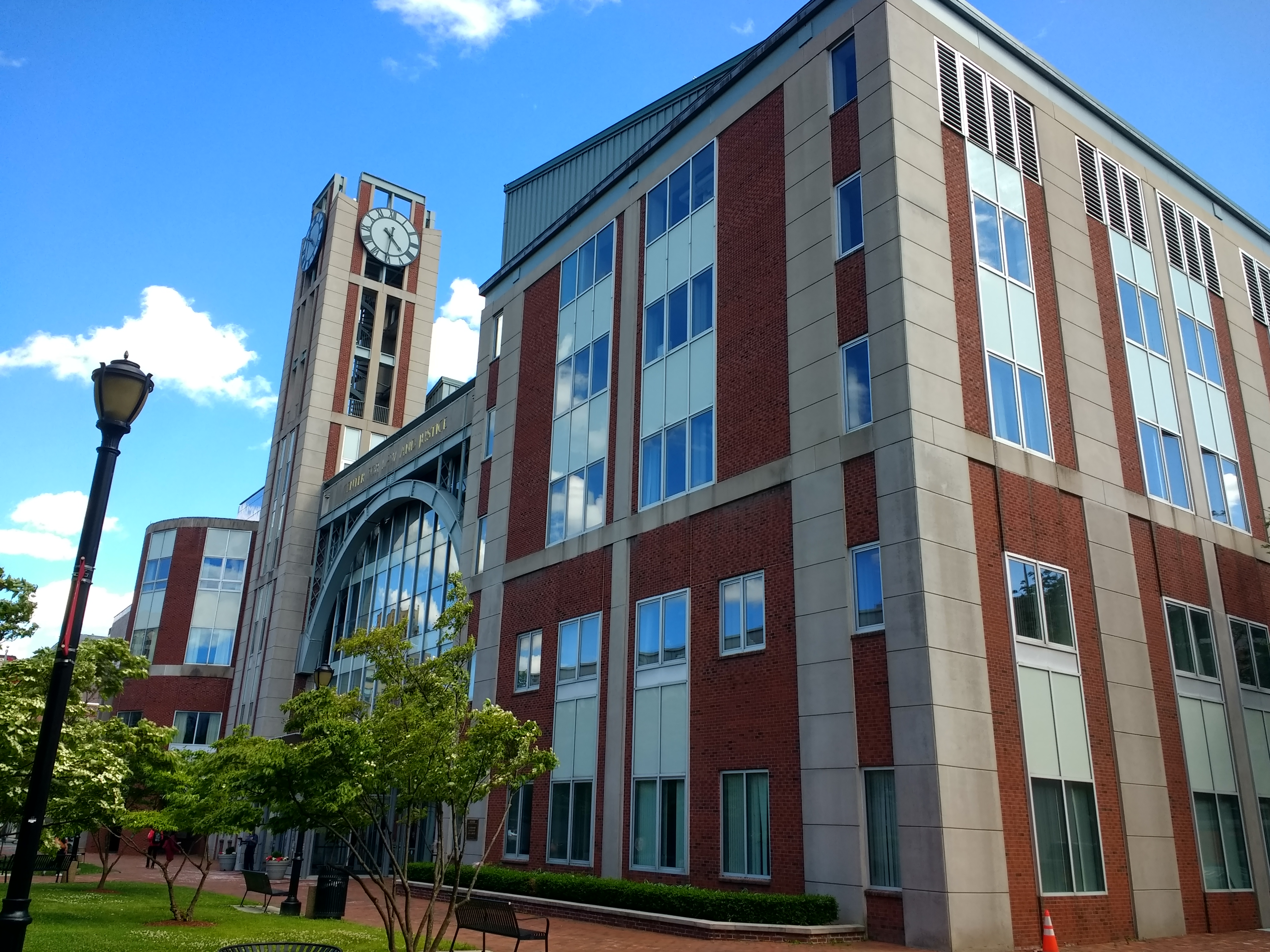
La Rutgers Law School (en 2019) est la plus grande université de droit du New Jersey.

## Hommages
La Rutgers School of Law (en) de Camden décerne chaque année le prix Mary Philbrook à une personne qui a honoré l'esprit de Mary Philbrook en servant l'intérêt public dans le domaine juridique. Le prix est remis lors d'un dîner de gala qui honore également des étudiants en droit qui se sont  illustrés dans le domaine du droit public.

## Voir également
- XIXe amendement de la constitution des États-Unis